# Віллі Ліппенс
Віллі Ліппенс (нім. Willi Lippens; нар. 10 листопада 1945, Бедбург-Гау, Німеччина) — нідерландський футболіст, нападник. Найкращий бомбардир в історії німецького клубу «Рот-Вайс» (Ессен).

## Біографія
Батько Віллі Ліппенса переїхав до Німеччини з Гарлема у 30-х роках на заробітки. У Клеве знайшов роботу і одружився, але не змінив громадянства. Під час Другої світової війни йому, як і всім голландцям, місцева влада пропонувала отримати німецький паспорт. В цьому активну участь брало гестапо, у підземеллі якого побував чотири рази, але не змінив своєї думки. І синам своїм — старшому Паулю і молодшому Віллі — оформив громадянство Нідерландів.
Перші кроки у футболі Віллі Ліппенс робив на своїй вулиці. Згодом грав за команду міста. У вісімнадцять років поїхав до Ессена, з мрією стати професіональним футболістом, але йому відмовили — мав вроджену плоскостопість; ходив і бігав перевалюючи своє тіло з однієї ноги на іншу. Згодом, за цю ваду, отримав прізвисько «Енте» (нім. ente → качка), яке приклеїлося до нього назавжди. У всіх бундесліговських довідниках так і пишуть — Віллі Енте Ліппенс.
Через рік він повернувся до Ессена і новий тренер «Рот-Вайса» взяв молодого крайнього нападника до складу. У перший рік отримував 80 марок на місяць і третину з них сплачував за маленьку кімнатку на стадіоні, в якій мешкав. У дебютному матчі забив п'ять м'ячів з семи загальнокомандних і на багато років став основним гравцем клубу, котрий у той час постійно балансував між Бундеслігою і другим дивізіоном.
Наприкінці 1969 року отримав запрошення від Гельмута Шена, але Ліппенс-старший був категорично проти, щоб його син змінив громадянство і захищав кольори головної команди Німеччини. Протягом наступного року відбулося ще декілька розмов з головним тренером збірної на цю тему, але Віллі так і не наважився піти супротив батьківського слова.
24 лютого 1971 року вийшов у стартовому складі збірної Нідерландів у відбірковому матчі чемпіонату Європи проти Люксембурга. Його партнерами у тій грі були ван Беверен, Сюрбір, Ізраель, Нескенс, Дрост, Янсен, ван Ханегем, Пальплатц, Кройф і Кейзер. Ліппенс забив перший з шести голів у ворота суперників. Протягом всього поєдинку форвард «Рот-Вайса» рухався, йшов на загострення ігрових ситуацій, але дехто з партнерів його ігнорував і він майже не отримував м'яча. Причиною цьому була Друга світова війна, в якій багато хто з гравців збірної Нідерландів втратили найближчих людей і не бажали бачити в своїй команді наполовину німця.
Цей матч так і залишився єдиним виступом за національну збірну. Ліппенс став першим гравцем, який до дебютного матчу у збірній не грав в елітній лізі нідерландського футболу. Згодом, цим шляхом пройшли Вім Гофкенс, Роб Рекерс, Йорді Кройф, Джиммі Гассельбайнк і Тім Крул.
Його запрошував амстердамський «Аякс». Президент клуба Яп ван Праг пропонував «Рот-Вайсу» 900 000, але Віллі все влаштовувало в Ессені і він відмовився їхати на історичну батьківщину.
За фіналом чемпіонату світу 1974 року спостерігав по телевізору, а виступ за збірну Нідерландів вважає однією з найбільших помилок свого життя. Райнер Бонгоф, який також мав голландське коріння, отримав німецький паспорт і став чемпіоном світу.
Влітку 1976 року вирішив поліпшити своє матеріальне становище і перейшов до Дортмунда. У міжсезоння «Боруссія» заплатила 900 000 за Манфреда Бургсмюллера, 800 000 — за Ервіна Костедде і 30 000 — за Віллі Ліппенса. Але саме трансфер «Енте» Отто Рехагель вважав головним надбанням його команди. Тогочасна «Боруссія», зірок з неба не хапала, і Ліппенс так і не здобув за свою кар'єру жодного трофея. Після трьох сезонів у Дортмунді поїхав на заробітки до Північної Америки, трохи пограв за «Торнадо» з Далласа. На прохання Гельмута Рана повернувся до «Рот-Вайса», котрий мав реальні шанси здобути путівку до Бундесліги, але поступився у додаткових матчах «Карлсруе».
Всього за команду з Ессена відіграв тринадцять сезонів, 434 лігових матча і 233 забитих м'ячі (у тому числі в Бундеслізі — 172 матчі, 79 голів). З врахуванням виступів за «Боруссію» його доробок в елітному німецькому дивізіоні складає 242 матчі і 92 голи.
В подальшому став власником ресторана і готеля, що розташовані в місті Боттроп (земля Північний Рейн-Вестфалія).
За межами країни його ім'я майже невідоме, а от німецькі спортивні журналісти і футбольні фахівці вважають Райнгарда Лібуду, Віллі Ліппенса і П'єра Літтбарскі найтехнічнішими гравцями Бундесліги 20-го століття. Загалом, серед крайніх нападників, найкраще володіли мистецтвом дриблінгу англієць Стенлі Метьюз і бразилець Гаррінча дос Сантос.

## Статистика
Статистика клубних виступів:
| Сезон              | Команда               | Чемпіонат          | Чемпіонат | Чемпіонат | Кубок | Кубок |
| Сезон              | Команда               | Ліга               | Ігри      | Голи      | Ігри  | Голи  |
| ------------------ | --------------------- | ------------------ | --------- | --------- | ----- | ----- |
| 1965–66            | «Рот-Вайс» (Ессен)    | Д-2 ФТ             | 32 6      | 14 1      | —     | —     |
| 1966–67            | «Рот-Вайс» (Ессен)    | Д-1                | 24        | 10        | —     | —     |
| 1967–68            | «Рот-Вайс» (Ессен)    | Д-2 ФТ             | 34 8      | 25 5      | —     | —     |
| 1968–69            | «Рот-Вайс» (Ессен)    | Д-2 ФТ             | 31 8      | 23 10     | 1     | 0     |
| 1969–70            | «Рот-Вайс» (Ессен)    | Д-1                | 21        | 12        | 1     | 1     |
| 1970–71            | «Рот-Вайс» (Ессен)    | Д-1                | 29        | 19        | 1     | 0     |
| 1971–72            | «Рот-Вайс» (Ессен)    | Д-2 ФТ             | 31 8      | 20 5      | —     | —     |
| 1972–73            | «Рот-Вайс» (Ессен)    | Д-2 ФТ             | 28 8      | 23 3      | 2     | 1     |
| 1973–74            | «Рот-Вайс» (Ессен)    | Д-1                | 34        | 13        | —     | —     |
| 1974–75            | «Рот-Вайс» (Ессен)    | Д-1                | 34        | 15        | 6     | 2     |
| 1975–76            | «Рот-Вайс» (Ессен)    | Д-1                | 30        | 10        | 1     | 1     |
| 1976–77            | «Боруссія» (Дортмунд) | Д-1                | 29        | 8         | 3     | 3     |
| 1977–78            | «Боруссія» (Дортмунд) | Д-1                | 20        | 11        | —     | —     |
| 1978–79            | «Боруссія» (Дортмунд) | Д-1                | 21        | 4         | 1     | 0     |
| 1979               | «Даллас Торнадо»      | Д-1                | 27        | 15        | —     | —     |
| 1979–80            | «Рот-Вайс» (Ессен)    | Д-2 ДМ             | 29 2      | 14 0      | —     | —     |
| 1980–81            | «Рот-Вайс» (Ессен)    | Д-2                | 38        | 9         | 1     | 0     |
| Бундесліга         | Бундесліга            | Бундесліга         | 242       | 92        | 13    | 7     |
| Друга бундесліга   | Друга бундесліга      | Друга бундесліга   | 263       | 152       | 4     | 1     |
| Загалом за кар'єру | Загалом за кар'єру    | Загалом за кар'єру | 532       | 259       | 17    | 8     |